# Перевицкий стан (Рязанский уезд)
Перевицкий стан - административно-территориальное образование в составе Рязанского уезда в XVI - XVIII вв.

## Населенные пункты
В конце XVI века на территории стана существовали следующие населенные пункты:

### села
- Билдино
- Верхнее Плуталово
- Гавриловское
- Городец
- Григорьевское
- Дятлово
- Еськино
- Иношевка
- Нижнее Маслово
- Нижнее Плуталово
- Никольское Долгой Мост
- Пирочи
- Подлесная Слобода
- Срезнево
- Столпово

### сельца
- Безпятое
- Борки
- Великое Поле
- Внуково
- Высокое
- Высокое, Душилово тож
- Гаютинское, Гольцово тож
- Глуховичи
- Головачево
- Городище
- Городна
- Здешкино
- Зеленино, Новоселки, Подлесное тож
- Зиминки
- Ерново
- Ильясово, Власьево тож
- Карманово
- Клепаленки
- Козарь
- Кривое
- Крюково, Слободка тож
- Кутуково
- Мотыри
- Новоселки, Инякино тож
- Окинфово, Зегзюлино тож
- Ондросово Меньшое, Игнатьево тож
- Олтухово
- Осочники
- Остапово
- Плешково
- Плещевое
- Подосенки
- Полянки
- Страховое
- Семеновская, Чюприхово, Чюдиново тож
- Титово
- Третьяково
- Трикожево
- Федоровское
- Чамрово
- Щурово

### деревни
- Березов Починок, Микитино тож
- Бовыкино
- Болошина, Орешково тож
- Большое Рольино
- Буково
- Булгакова Слободка
- Буянова Любава
- Вешкино
- Врачево
- Выползово, Каменево тож
- Глебково
- Гололобово
- Горетовская Слободка
- Григорьевская, Ларионовская тож
- Деминская
- Дмитриевская Слободка, Зубово тож
- Дмитриевская Старая, Ивачево тож
- Евсевьево, Бобаровское тож
- Елачино
- Енина Любава
- Ефановская
- Здемирево
- Ивановская, Дмитриевская тож
- Ильицино
- Кермединовская Каркадымово
- Красная
- Ларцова Поляна
- Левинский Починок
- Любаново, Новоселки Ивановские тож
- Малое Рольино, Березино тож
- Маркино
- Мокшеево
- Моршалкино
- Негомощь
- Немково
- Никифоровская, Подлесная тож
- Новиково
- Новое Козьяново
- Овинище
- Оргуново, Коломино тож
- Олпатьево
- Ондросово, Шелухино тож
- Онисково
- Оничково
- Онтоньево, Новоселки тож
- Осаново
- Осоновская
- Останково
- Подлипки
- Позново, Глухой Полошен тож
- Протасово
- Сабыльево
- Сарыбьево
- Синьково, Верхняя тож
- Старынин Заулок, Юрьево тож
- Страховая, Огарково тож
- Строилово
- Сушково
- Телятниково
- Тимофеевская, Андреевская тож
- Торжнево, Брылев Корь тож
- Юрасово

### погосты
- Щюровской
- Спас Дощаной
- Кончаковской